# پژو تیپ ۱۵۳
پژو تیپ ۱۵۳ (انگلیسی: Peugeot Type 153) پژو تیپ ۱۵۳ یک خودروی ۴ چرخ چهار صندلی سایز متوسط ساخت پژو است که از سال ۱۹۱۳ تا ۱۹۲۵ توسط پژو تولید شد.